# Lakewood Shores
Lakewood Shores es un lugar designado por el censo ubicado en el condado de Will en el estado estadounidense de Illinois. En el Censo de 2010 tenía una población de 1347 habitantes y una densidad poblacional de 207,45 personas por km².

## Geografía
Lakewood Shores se encuentra ubicado en las coordenadas 41°16′6″N 88°8′6″O / 41.26833, -88.13500. Según la Oficina del Censo de los Estados Unidos, Lakewood Shores tiene una superficie total de 6.49 km², de la cual 5.92 km² corresponden a tierra firme y (8,78 %) 0,57 km² es agua.

## Demografía
Según el censo de 2010, había 1347 personas residiendo en Lakewood Shores. La densidad de población era de 207,45 hab./km². De los 1347 habitantes, Lakewood Shores estaba compuesto por el 96,66 % blancos, el 0,3 % eran afroamericanos, el 0,3 % eran amerindios, el 0 % eran asiáticos, el 0 % eran isleños del Pacífico, el 0,89 % eran de otras etnias y el 1,86 % pertenecían a dos o más etnias. Del total de la población el 3,86 % eran hispanos o latinos de cualquier etnia.